# Бучение
Бучение (также варка, отварка, выварка') — устаревший технический термин, под которым в современной лёгкой, текстильной и/или кожевенной промышленности понимают процесс отварки кожи или варки разного рода хлопчатобумажных и льняных тканей в растворах щёлочей при атмосферном или повышенном давлении с целью удаления примесей и подготовки к дальнейшему белению, крашению и набивке.
Технологический этап стирки белья в условиях прачечных с целью её дезинфекции и удаления трудно выводимых масложировых и белковых загрязнений.

## Описание
Ранее выварка волокнистых веществ, например тканей, пряжи, бумажной массы и т. п., осуществлялась в щёлочной, обычно мыльной воде, и назначалась для удаления грязи и естественных подмесей, содержащихся на волокнах. В кожевенной промышленности бучение является одной из стадий процесса в ходе которого получают юфть. В условиях современных технологий наиболее эффективным признан ходовой способ варки. В этом случае варка осуществляется следующим образом: при атмосферном давлении и температуре около 90 °С, обеспечивается непрерывное движение ткани в растворе, содержащем едкий натр, бисульфит натрия и силикат натрия.